# Shinya (músico)
Shinya Terachi (寺地晋也) (Osaka - 24 de fevereiro de 1978) conhecido pelo nome artístico Shinya, é um baterista japonês, mais conhecido por ser o baterista da banda japonesa de rock Dir en Grey e seu projeto solo, Seraph. Ele também atua frequentemente em seu canal do YouTube, Shinya Channel.

## Carreira
Em 1997, formou a banda Dir en grey junto com Kaoru, Die, Toshiya e Kyo após o fim da banda La:Sadie's.
Em julho de 2017 anunciou seu projeto solo Seraph, com a vocalista e pianista Moa. O álbum de estreia do projeto, Génesi, foi lançado em 18 de agosto. Também foi anunciado que as canções fariam parte da trilha sonora do filme Reigantantei Karutetto.
Em 2018, lançou produtos em colaboração com o personagem Cheburashka, que esgotaram-se imediatamente.

## Discografia

### Com Seraph
Singles
- Génesi (2017)

### Com Dir en Grey[8]
Álbuns
- GAUZE (1999)
- MACABRE (2000)
- KISOU (2002)
- VULGAR (2003)
- Withering to death (2005)
- The Marrow of a Bone (2007)
- Uroboros (2008)
- Dum Spiro Spero (2011)
- Arche (2014)
- The Insulated World (2018)
- Phalaris (2022)